# Никола Којо
Никола Којо (Београд, 5. септембар 1967) српски је глумац и редитељ као и водитељ телевизијског квиза Најслабија карика.

## Биографија
Име Никола је добио по прадеди, који је био протојереј у Мостару. Којо је на филму дебитовао са непуних 13 година, улогом дечака Ивана у филму Рад на одређено време. Током 1980-их, одиграо је запажене улоге у филму "Игмански марш" (1983), ТВ серији "Сиви дом" (1984), и једну од главних улога у три наставка ("Шта се згоди кад се љубав роди" - 1984, "Жикина династија" - 1985, "Друга Жикина династија" - 1986) веома популарног филмског серијала "Луде године", што га је профилисало у једног од најпознатијих глумаца млађе генерације у тадашњој Југославији.
Године 1992. одиграо је главну улогу у филму Срђана Драгојевића „Ми нисмо анђели“, по којој остаје запажен. Иако му је све то донело огромну популарност и велику медијску пажњу, наставио је да са све већим успехом гради озбиљније и изазовније улоге, последњих година углавном на филму, јер се из позоришта повукао на неодређено време.
Ожењен је Александром са којом има ћерку Ану (2008) и две ћерке близнакиње (2013). Током 2013. и 2014. Никола је водио емисију "Шоу свих времена", која се емитовала на РТС-у.
Уписао је глуму 1987. у класи професора Предрага Бајчетића, заједно са Анитом Манчић, Уликсом Фехмијуом и осталима.
Режирао је филм „Стадо”.

## Филмографија
| Год.        | Назив                                                 | Улога                                  |
| ----------- | ----------------------------------------------------- | -------------------------------------- |
| 1980-е      |                                                       |                                        |
| 1980.       | Рад на одређено време                                 | Иван                                   |
| 1982.       | Мој тата на одређено време                            | Иван                                   |
| 1982.       | Бунар (кратки филм)                                   |                                        |
| 1983.       | Игмански марш                                         | Јовица                                 |
| 1983.       | Оштрица бријача (ТВ)                                  |                                        |
| 1984.       | Не тако давно (мини-серија)                           |                                        |
| 1984.       | Шта се згоди кад се љубав роди                        | Михајло Миша Павловић                  |
| 1985.       | Жикина династија                                      | Михајло Миша Павловић                  |
| 1986.       | Друга Жикина династија                                | Михајло Миша Павловић                  |
| 1986.       | Сиви дом                                              | Велизар                                |
| 1987.       | Изненадна и прерана смрт пуковника К. К (кратак филм) | Редов                                  |
| 1987.       | Waitapu                                               | Човек у ресторану 2                    |
| 1988.       | Четрдесет осма — Завера и издаја (мини-серија)        | Војник граничар                        |
| 1988.       | Шта радиш вечерас                                     | Неша                                   |
| 1990-е      |                                                       |                                        |
| 1990.       | Заборављени (серија)                                  | Марко                                  |
| 1990.       | Почетни ударац                                        | Марко                                  |
| 1990.       | Хајде да се волимо 3                                  | Жељко                                  |
| 1990.       | Љубав је хлеб са девет кора (ТВ)                      |                                        |
| 1990–1991.  | Бољи живот (серија)                                   | Штеф Баленовић                         |
| 1991.       | Холивуд или пропаст (ТВ)                              |                                        |
| 1991.       | Тесна кожа 4                                          | Момир                                  |
| 1992.       | Ми нисмо анђели                                       | Никола                                 |
| 1992.       | Загреб - Београд преко Сарајева (ТВ)                  | Морнар                                 |
| 1992.       | Полицајац са Петловог брда (филм)                     | Риђи                                   |
| 1993–1994.  | Полицајац са Петловог брда (серија)                   | Риђи                                   |
| 1994.       | Два сата квалитетног програма (ТВ)                    | Версаче                                |
| 1994.       | Биће боље                                             | Сале                                   |
| 1994.       | Полицајац са Петловог брда (ТВ серија из 1994)        | Риђи                                   |
| 1996.       | До коске                                              | Муса                                   |
| 1996.       | Лепа села лепо горе                                   | Веља                                   |
| 1996–1997.  | Горе доле (серија)                                    | Жарко Дамјановић                       |
| 1997.       | Балканска правила                                     | Министар Суљо                          |
| 1998.       | Купи ми Елиота                                        | Боки                                   |
| 1998.       | Ране                                                  | Аца Бибер                              |
| 1999.       | Небеска удица                                         | Зуба                                   |
| 1999.       | Нож                                                   | Хамдија/Милан Вилењак                  |
| 1999.       | Бело одело                                            | Алкохоличар                            |
| 1999.       | Точкови                                               | Коренко                                |
| 2000-е      |                                                       |                                        |
| 2000.       | Сенке успомена                                        | Милош                                  |
| 2000.       | Механизам                                             | Мак                                    |
| 2001.       | Бумеранг                                              | Павле                                  |
| 2001.       | Близанци                                              | Предраг и Ненад                        |
| 2003.       | Црни Груја                                            | Црни Ђорђе                             |
| 2004.       | Порно телетабис (кратак филм)                         |                                        |
| 2004.       | Слободан пад (кратки филм)                            | Шеф                                    |
| 2004.       | Живот је чудо                                         | Филиповић                              |
| 2005.       | Ми нисмо анђели 2                                     | Никола                                 |
| 2005.       | Балканска браћа                                       | Пакито                                 |
| 2005.       | Бал-Кан-Кан                                           | Осман Ризванбеговић                    |
| 2005.       | Контакт                                               | Јанко                                  |
| 2005.       | Ивкова слава                                          | Цигански музикант                      |
| 2006.       | Живот је чудо (мини серија)                           | Филиповић                              |
| 2003–2007.  | Црни Груја (серија)                                   | Црни Ђорђе                             |
| 2007.       | Црни Груја и камен мудрости                           | Црни Ђорђе                             |
| 2007.       | Премијер (серија)                                     | Директор БИА-е                         |
| 2007.       | Четврти човек                                         | Мајор/Лазар Станковић                  |
| 2007.       | Позориште у кући (серија)                             | Чврга                                  |
| 2007–2008.  | Село гори, а баба се чешља (серија)                   | Пуковник Крга                          |
| 2007–2008.  | Вратиће се роде (серија)                              | Батрић                                 |
| 2009.       | Друг Црни у НОБ-у                                     | Друг Тетак                             |
| 2010-е      |                                                       |                                        |
| 2009–2010.  | Оно као љубав (серија)                                | Срђан                                  |
| 2010.       | Шишање                                                | Инспектор Милутин                      |
| 2009–2010.  | Мој рођак са села (серија)                            | Тоша                                   |
| 2010.       | На слово, на слово (серија)                           | Паја                                   |
| 2011.       | Здухач значи авантура                                 | Редитељ                                |
| 2011.       | Парада                                                | Лимун                                  |
| 2011.       | Стање шока                                            | Јово Станковић Крањц                   |
| 2012.       | Смрт човека на Балкану                                | Композитор                             |
| 2012.       | ЦИК у акцији (кратак филм)                            | Циган из краја                         |
| 2013.       | Друг Црни у НОБ-у (серија)                            | Друг Тетак/Младен Јагодинац/Црни Ђорђе |
| 2013.       | Шегрт Хлапић                                          | Богати Кошарац                         |
| 2012–2013.  | Надреална телевизија (серија)                         |                                        |
| 2012–2014.  | Фолк (серија)                                         | Јагњило                                |
| 2013–2014.  | Криза                                                 | Алеш Фирдуш                            |
| 2014.       | Марков трг (ТВ)                                       | Светозар Панајотовић                   |
| 2014.       | До балчака                                            | Агент                                  |
| 2015.       | Последњи и први                                       | Шеф интервентне                        |
| 2015.       | Хиљадарка                                             | Јосип Броз Тито                        |
| 2015.       | Ко је код Које                                        |                                        |
| 2016.       | Јесен самураја                                        | Милоје                                 |
| 2016.       | Стадо                                                 | Коља                                   |
| 2017.       | Мамурлуци (ТВ серија)                                 | Коља                                   |
| 2017.       | Анка                                                  | власник циглане                        |
| 2017.       | Козје уши                                             | Поп                                    |
| 2019.       | Пет                                                   | Бојан                                  |
| 2020-е      |                                                       |                                        |
| 2020.       | Морнарички специјалци                                 | Виктор Корда                           |
| 2020.       | Преспав                                               | Генерал                                |
| 2021−2022.  | Тајне винове лозе                                     | Коста                                  |
| 2021–данас. | Радио Милева                                          | Дача                                   |
| 2021.       | Александар од Југославије (серија)                    | Иван Мештровић                         |
| 2021-2024.  | Дневник великог Перице                                | заставник Жегар                        |
| 2021.       | По тамбури                                            | шепави Мартин                          |
| 2021.       | Црна свадба                                           | Бранислав Бане Томић                   |
| 2022.       | Чудне љубави                                          | Филип                                  |
| 2022.       | Јахачи (филм)                                         |                                        |
| 2022-2024.  | У клинчу                                              | Велимир Вељa Ковач                     |
| 2022.       | Вера                                                  | Танасије Динић                         |
| 2023.       | Вера (серија)                                         | Танасије Динић                         |
| 2023.       | Деца зла                                              | Дробњак                                |
| 2024.       | Пасјача (серија)                                      | Професор Бранислав Горан               |
| 2025.       | Повратак Жикине династије                             | Михајло Миша Павловић                  |
| -//-        | Кошаре                                                | Црни                                   |
| 2025.       | Хајдук у Брограду                                     | Васин отац                             |

## Емисије
- Шоу свих времена
- Најслабија карика

## Награде и признања
- Гранд При Наиса за маестрално одиграну улогу мајора Станковића у филму Четврти човек 2008. године
- Награда фестивала у Сопоту за улогу у филму Четврти човек 2008. године
- Награда за најбољег глумца на Нишком филмском фестивалу у филму Механизам 2001. године
- Награда на филмском фестивалу у Нишу за улогу у филму Рад на одређено време 1980. године